# Cestrum palmeri
Cestrum palmeri är en potatisväxtart som beskrevs av Francey. Cestrum palmeri ingår i släktet Cestrum och familjen potatisväxter. Inga underarter finns listade i Catalogue of Life.